# Ngày Xanh
Sự quan sát hiện tại với Ngày Xanh (みどりの日 Midori no Hi) như một ngày lễ quốc gia ở Nhật Bản bắt nguồn từ ngày kỷ niệm sinh nhật của Chiêu Hoà Thiên hoàng vào ngày 29 tháng 4 mỗi năm trong thời kỳ Chiêu Hoà. Năm 1989, sau sự lên ngôi Hoàng vị của Thiên hoàng hiện tại Akihito, tên của kỳ nghỉ đã được thay đổi từ "Sinh nhật của Thiên hoàng" sang "Ngày Xanh". Một cách chính thức, như tên của nó cho thấy, đó là một ngày để hòa hợp với thiên nhiên và để biết ơn các phước lành; điều này cũng nằm trong mô tả chính thức của Đạo luật Ngày lễ Quốc gia. Ngày này, theo cố thủ tướng Obuchi Keizō, được đổi tên thành "Ngày Xanh" nhằm thừa nhận tình yêu thực vật trong thời chiến gây tranh cãi của Thiên hoàng mà không nhắc trực tiếp tới tên của ông. Tuy nhiên, trong thực tế nó được xem như chỉ là một ngày khác để mở rộng kỳ nghỉ Tuần lễ Vàng.
Năm 2007, Ngày Xanh chuyển sang ngày 4 tháng 5, và ngày 29 tháng 4 được đổi thành Ngày Chiêu Hoà theo một sửa đổi năm 2005 của luật pháp liên quan đến các ngày lễ. Chiêu Hoà Thiên hoàng trị vì trong 62 năm và 2 tuần. Vào ngày 3 tháng 5 năm 1947, ông trở thành một biểu tượng của Nhật Bản theo Hiến pháp mới của đất nước.
| Năm        | 29 tháng 4            | 4 tháng 5          |
| ---------- | --------------------- | ------------------ |
| Trước 1985 | Sinh nhật Thiên hoàng | Không phải ngày lễ |
| 1985–1988  | Sinh nhật Thiên hoàng | Ngày nghỉ quốc gia |
| 1989–2006  | Ngày Xanh             | Ngày nghỉ quốc gia |
| 2007–      | Ngày Chiêu Hoà        | Ngày Xanh          |